# Die Jüdin (Film)
Die Jüdin ist ein österreichisch-ungarisches Stummfilmdrama aus dem Jahre 1918 von Luise Kolm und Jakob Fleck.

## Handlung
Heiliges Römisches Reich im frühen 15. Jahrhundert. Reichsfürst Leopold kehrt als Feldherr aus den Hussitenkriegen heim und kann seinem Vater, Kaiser Sigismund von glorreichen Siegen berichten. Dem Feldherrn zu Ehren wird vom Kaiser und von Kardinal Brogni ein rauschendes Freudenfest ausgerichtet, an dem auch das Volk teilnehmen soll. Ein Prachtzug bewegt sich zur Kirche, auf dem dem Siegreichen ausgiebig gehuldigt werden soll. Der Triumphator gelobt in seinem Überschwang, dass an diesem Freudentag aus allen Brunnen statt Wasser Wein fließen möge. Während draußen das Reisenfest brummt, arbeitet der Juwelier Eleazar in seiner Werkstätte. Eine kaiserliche Garde verhaftet ihn wegen angeblicher Ruhestörung und möchte den alten Mann kurzerhand in den Kerker werfen. Auf der Straße herrscht bald der antisemitische Mob, der den Juden am liebsten sofort umbringen will. Kardinal Brogni greift ein, jedoch erst, als Eleazar ihn daran erinnert, wie er einst des Kardinals Tochter aus einer Feuersbrunst gerettet hatte. Brogni befiehlt daraufhin den Wachsoldaten, den Gefangenen freizulassen.
Eleazars Pflegetochter Recha ist ein hübsches Mädchen und erreicht, dass Fürst Leopold bald ein Auge auf sie geworfen hat. Beide besprechen kurz miteinander, wie ein gemeinsames Rendezvous am unauffälligsten vonstattengehen könne. Bei diesem vom Gesetz her verbotenen Stelldichein, in dem sich Leopold als ein gewisser „Samuel“ ausgibt, wird das turtelnde Paar von Eleazar erwischt, der seinen Reichsfürsten jedoch nicht erkennt. Da der Juwelier glaubt, dass der Hochadelige sein Pflegekind durch dieses Tête-à-Tête kompromittiert hat, erwartet er von „Samuel“ nicht weniger, als dass dieser Recha zum Traualtar führt. Fürst Leopold gibt daraufhin seine wahre Identität vor dem Juwelier preis und wird von diesem des Hauses verwiesen.
Leopolds Verlobte Endora taucht eines Tages bei Eleazar auf, um beim Juwelier eine kostbare Halskette für ihren Zukünftigen zu erwerben. Am darauf folgenden Tag überreicht sie ihrem Verlobten das Schmuckstück in einem prachtvollen Festrahmen. Urplötzlich platzt Recha in diese Veranstaltung hinein und klagt Fürst Leopold den vom Gesetz her für Nicht-Juden verbotenen Umgang mit einer Jüdin, also sich selbst, an. Sich selbst gibt sie durchaus eine Mitschuld. Das zwingend vorgeschriebene Todesurteil wird angesichts der hoch stehenden Persönlichkeit Leopolds bei dem Kaisersohn in lebenslange Verbannung abgemildert, Recha und Eleazar sollen hingegen hingerichtet werden. Vor den Augen des Kardinals wird Recha in einen Kessel mit siedendem Inhalt gestürzt und so zu Tode gefoltert. Ehe auch Eleazar durch die Hand des Henkers stirbt, ruft er dem Kardinal entgegen: „Sieh‘ dort, dein Kind!“. Brogni bricht, angesichts dessen, was er im Namen der Kirche nicht verhindert hat, fassungslos zusammen.

## Produktionsnotizen
Die Jüdin wurde im Frühling 1918 gedreht und am 6. Juli 1918 vor einem Spezialpublikum in Wien uraufgeführt. Massenstart war am 29. November 1918 in Österreichs Landeshauptstadt. Der Vierakter besaß eine Länge von 1545 bis rund 1600 Meter.
Mit Die Jüdin feierten Luise Kolm und Jakob Julius Fleck ein besonderes Jubiläum: es war ihr 100. Film.

## Kritik
„Es ist dies eine sehenswerte Verfilmung der bekannten Oper ‚Die Jüdin‘ von Halévy, welche von einer schönen Glut der Empfindung pulsierend, auch von der Leinwand herab das größte Entzücken der Beschauer erregte. Die Darstellung, welche von den bekannten Künstlern Ehmann, Neufeld, Recht, Bernay u. a. besorgt wurde, war die denkbar beste. Die Inszenierung war einfach unübertrefflich. Die Photographie ist erstklassig, so daß man ruhig sagen kann, daß das Beste vom Besten geboten wurde und dass der Erfolg ein wohlverdienter und berechtigter war.“